# Cremaspora
Cremaspora es un género con 16 especies de plantas con flores perteneciente a la familia Rubiaceae. Es el único género de la tribu Cremasporeae en la subfamilia Ixoroideae.

## Especies seleccionadas
- Cremaspora africana
- Cremaspora bocandeana
- Cremaspora coffeoides
- Cremaspora comorensis
- Cremaspora confluens
- Cremaspora congesta

## Sinonimia
- Pappostyles, Pappostylum, Schizospermum